# Danyelle Hedin
Danyelle Hedin (ur. 27 kwietnia 1986) – amerykańska zapaśniczka. Srebro na mistrzostwach panamerykańskich w 2004. Wicemistrzyni świata juniorów w 2005, brąz w 2006 roku.